# Tour de San Luis 2014
La 8.ª edición del Tour de San Luis, se disputó desde el 20 hasta el 26 de enero de 2014.
La carrera contó como es habitual con 7 etapas y 1030 km de recorrido. A los finales en alto del Mirador del Potrero y el Mirador del Sol, en esta edición se agregó otra llegada cuesta arriba más, en el Cerro El Amago.
La edición 2014 tuvo la participación de 12 equipos UCI ProTeam, superando a la edición de 2013 en cuanto a la presencia de éstas formaciones.
Integrada al UCI America Tour 2013-2014, fue la quinta carrera de dicha competición.
El ganador fue el colombiano Nairo Quintana del equipo Movistar, que además ganó la 4.ª etapa y la clasificación de la montaña. Fue acompañado en el podio por el estadounidense Phillip Gaimon del Garmin Sharp y el argentino Sergio Godoy del San Luis Somos Todos.
En las otras clasificaciones, Julián Gaday ganó las metas sprints, Adam Yates en sub-23 y el San Luis Somos Todos por equipos.

## Equipos participantes
- Para la nómina de participantes véase: Participantes del Tour de San Luis 2014

Tomaron parte de la carrera 25 equipos, 3 menos que en la edición anterior. Sin embargo los equipos UCI ProTeam que participaron aumentaron respecto a 2013, llegando a 12 formaciones. De éstas formaciones, las que corrieron por primera vez en tierras puntanas fueron el Garmin Sharp y el Trek Factory Racing. Los equipos Profesionales Continentales fueron 5, donde nuevamente participó el Androni Giocattoli-Venezuela y por primera vez lo hizo el Team Colombia y el equipo francés Bretagne-Séché Environnement. También participaron 4 equipos Continentales, incluidos los locales y se completó la nómina con 4 selecciones nacionales. 
Dentro de los ciclistas destacados que participaron la carrera, estuvieron Vincenzo Nibali (ganador del Giro 2013) en el Astana, Nairo Quintana (2º en el Tour 2013) en el Movistar y Joaquim «Purito» Rodríguez (ganador del UCI WorldTour 2013 y 2º en el Campeonato del mundo) fue de la partida en el Katusha. Otros corredores que estuvieron en la salida fueron Mark Cavendish, Peter Sagan, Michele Scarponi, Tom Boonen, Dani Moreno, Filippo Pozzato, Damiano Cunego y Carlos Betancur. A excepción de Nairo Quintana que se llevó la carrera, las figuras del pelotón internacional llegaron con pocos kilómetros en las piernas y utilizaron la carrera como entrenamiento. A modo de ejemplo, Nibali finalizó 44.º a 23 minutos y Purito Rodríguez 71.º a más de media hora.
| Equipos                             | Cód. UCI | Categoría               |
| ----------------------------------- | -------- | ----------------------- |
| Ag2r La Mondiale                    | ALM      | UCI ProTeam             |
| Astana Pro Team                     | AST      | UCI ProTeam             |
| BMC Racing Team                     | BMC      | UCI ProTeam             |
| Cannondale Pro Cycling              | CAN      | UCI ProTeam             |
| Garmin Sharp                        | GRS      | UCI ProTeam             |
| Katusha                             | KAT      | UCI ProTeam             |
| Lampre-Merida                       | LAM      | UCI ProTeam             |
| Lotto Belisol                       | LTB      | UCI ProTeam             |
| Movistar Team                       | MOV      | UCI ProTeam             |
| Omega Pharma-QuickStep              | OPQ      | UCI ProTeam             |
| Orica GreenEDGE                     | OGE      | UCI ProTeam             |
| Trek Factory Racing                 | TFR      | UCI ProTeam             |
| Androni Giocattoli-Venezuela        | AND      | Profesional Continental |
| Bretagne-Séché Environnement        | BSE      | Profesional Continental |
| Colombia                            | COL      | Profesional Continental |
| Team Novo Nordisk                   | TNN      | Profesional Continental |
| UnitedHealthcare Pro Cycling Team   | UHC      | Profesional Continental |
| San Luis Somos Todos                | SLS      | Continental             |
| Buenos Aires Provincia              | BAP      | Continental             |
| Clube DataRo de Ciclismo-Bottecchia | DAT      | Continental             |
| Jamis-Hagens Berman                 | JSH      | Continental             |

| Selecciones            |
| ---------------------- |
| Selección de Argentina |
| Selección de Chile     |
| Selección de Cuba      |
| Selección de Uruguay   |

## Etapas
En 2014 los escaladores tuvieron una opción más para tratar de definir la carrera. Las etapas fueron similares a ediciones anteriores, con la diferencia que hubo tres llegadas en alto. Las llegadas al Mirador del Potrero y el Mirador del Sol, fueron en la 2ª y 6ª respectivamente y el Cerro el Amago de 10,5 km y 7,2% de pendiente (con tramos de más del 11%) fue el final de la 4.ª etapa. Esta subida ya había sido ascendida en ediciones anteriores en que la etapa llegaba a La Carolina, pero nunca fue utilizada como final. La contrarreloj (como todos los años, plana y de 19 km) se corrió en la 5.ª etapa, mientras que la primera y la última eran aptas para los esprínteres.
| Etapa | Fecha       | Recorrido                           | km         | Ganador          | Líder          |
| 1.ª   | 20 de enero | San Luis-Villa Mercedes             | 164        | Phillip Gaimon   | Phillip Gaimon |
| 2.ª   | 21 de enero | La Punta-Mirador del Potrero        | 170,6      | Julián Arredondo | Phillip Gaimon |
| 3.ª   | 22 de enero | Tilisarao-Juana Koslay              | 175,8      | Giacomo Nizzolo  | Phillip Gaimon |
| 4.ª   | 23 de enero | Potrero de los Funes-Cerro El Amago | 168,7      | Nairo Quintana   | Phillip Gaimon |
| 5.ª   | 24 de enero | San Luis-San Luis                   | 19,2 (CRI) | Adriano Malori   | Nairo Quintana |
| 6.ª   | 25 de enero | Las Chacras-Merlo-Mirador del Sol   | 184,4      | Julián Arredondo | Nairo Quintana |
| 7.ª   | 26 de enero | San Luis-Terrazas del Portezuelo    | 148,1      | Sacha Modolo     | Nairo Quintana |

## Clasificaciones finales
- Las clasificaciones finalizaron de la siguiente forma:[4]

### Clasificación general
| Posición | Ciclista           | Equipo                       | Tiempo           |
| -------- | ------------------ | ---------------------------- | ---------------- |
|          | Nairo Quintana     | Movistar                     | 24 h 48 min 48 s |
| 2º       | Phillip Gaimon     | Garmin Sharp                 | a 43 s           |
| 3º       | Sergio Godoy       | San Luis Somos Todos         | a 2 min 02 s     |
| 4º       | Julián Arredondo   | Trek Factory Racing          | a 2 min 54 s     |
| 5º       | Josué Moyano       | San Luis Somos Todos         | a 3 min 04 s     |
| 6º       | Eduardo Sepúlveda  | Bretagne-Séché Environnement | a 3 min 43 s     |
| 7º       | Marc de Maar       | UnitedHealthcare             | a 3 min 44 s     |
| 8º       | Peter Stetina      | BMC Racing                   | a 3 min 51 s     |
| 9º       | Darwin Atapuma     | BMC Racing                   | a 3 min 57 s     |
| 10º      | Domenico Pozzovivo | Ag2r La Mondiale             | a 4 min 03 s     |

| 11º | Adam Yates           | Orica GreenEDGE     | a 4 min 35 s |
| 12º | Miguel Ángel Rubiano | Colombia            | a 5 min 08 s |
| 13º | Lucas Euser          | UnitedHealthcare    | a 6 min 09 s |
| 14º | Isaac Bolívar        | UnitedHealthcare    | a 6 min 10 s |
| 15º | Winner Anacona       | Lampre-Merida       | a 6 min 25 s |
| 16º | Christian Meier      | Orica GreenEDGE     | a 8 min 11 s |
| 17º | Haimar Zubeldia      | Trek Factory Racing | a 8 min 15 s |
| 18º | Robert Squire        | Jamis-Hagens Berman | a 8 min 27 s |
| 19º | Gianfranco Zilioli   | Androni Giocattoli  | a 8 min 27 s |
| 20º | Damiano Cunego       | Lampre-Merida       | a 8 min 31 s |

### Clasificación de los sprints
| Posición | Ciclista              | Equipo                 | Puntos |
| -------- | --------------------- | ---------------------- | ------ |
|          | Julián Gaday          | Buenos Aires Provincia | 10     |
| 2º       | Juan Ignacio Curuchet | Selección de Argentina | 8      |
| 3º       | Sebastián Tolosa      | Buenos Aires Provincia | 7      |

### Clasificación de la montaña
| Posición | Ciclista         | Equipo               | Puntos |
| -------- | ---------------- | -------------------- | ------ |
|          | Nairo Quintana   | Movistar             | 25     |
| 2º       | Julián Arredondo | Trek Factory Racing  | 20     |
| 3º       | Sergio Godoy     | San Luis Somos Todos | 16     |

### Clasificación sub-23
| Posición | Ciclista    | Equipo                  | Tiempo           |
| -------- | ----------- | ----------------------- | ---------------- |
|          | Adam Yates  | Orica GreenEDGE         | 24 h 53 min 23 s |
| 2º       | Caio Godoy  | Clube DataRo-Bottecchia | a 10 min 56 s    |
| 3º       | Lucas Gaday | Buenos Aires Provincia  | a 16 min 55 s    |

### Clasificación por equipos
| Posición | Equipo               | Tiempo           |
| -------- | -------------------- | ---------------- |
|          | San Luis Somos Todos | 74 h 38 min 06 s |
| 2º       | UnitedHealthcare     | a 3 min 21 s     |
| 3º       | BMC Racing           | a 6 min 57 s     |
| 4º       | Orica GreenEDGE      | a 10 min 19 s    |
| 5º       | Lampre-Merida        | a 11 min 56 s    |

## Evolución de las clasificaciones
| Etapa (Vencedor)                | Clasificación general | Clasificación de los sprints | Clasificación de la montaña | Clasificación sub-23 | Clasificación por equipos |
| ------------------------------- | --------------------- | ---------------------------- | --------------------------- | -------------------- | ------------------------- |
| 1ª etapa (Phillip Gaimon)       | Phillip Gaimon        | Julián Gaday                 | Phillip Gaimon              | Emiliano Contreras   | Garmin Sharp              |
| 2ª etapa (Julián Arredondo)     | Phillip Gaimon        | Sebastián Tolosa             | Julián Arredondo            | Adam Yates           | UnitedHealthcare          |
| 3ª etapa (Giacomo Nizzolo)      | Phillip Gaimon        | Sebastián Tolosa             | Julián Arredondo            | Adam Yates           | UnitedHealthcare          |
| 4ª etapa (Nairo Quintana)       | Phillip Gaimon        | Julián Gaday                 | Nairo Quintana              | Adam Yates           | UnitedHealthcare          |
| 5ª etapa (CRI) (Adriano Malori) | Nairo Quintana        | Julián Gaday                 | Nairo Quintana              | Adam Yates           | San Luis Somos Todos      |
| 6ª etapa (Julián Arredondo)     | Nairo Quintana        | Julián Gaday                 | Nairo Quintana              | Adam Yates           | San Luis Somos Todos      |
| 7ª etapa (Sacha Modolo)         | Nairo Quintana        | Julián Gaday                 | Nairo Quintana              | Adam Yates           | San Luis Somos Todos      |
| Final                           | Nairo Quintana        | Julián Gaday                 | Nairo Quintana              | Adam Yates           | San Luis Somos Todos      |

## UCI America Tour
La carrera al estar integrada al calendario internacional americano 2013-2014 otorgó puntos para dicho campeonato, siendo el baremo de puntuación el siguiente:
| Posición                    | 1º | 2º | 3º | 4º | 5º | 6º | 7º | 8º | 9º | 10º | 11º | 12º |
| Clasificación general final | 80 | 56 | 32 | 24 | 20 | 16 | 12 | 8  | 7  | 6   | 5   | 3   |
| Por etapa                   | 16 | 11 | 6  | 5  | 4  | 2  |    |    |    |     |     |     |
| Líder General por etapa     | 8  |    |    |    |    |    |    |    |    |     |     |     |

Los corredores que obtuvieron puntos fueron los siguientes:
| Ciclista             | Equipo                       | Puntos por la clasificación final | Puntos de etapa | Puntos de líder | Total |
| -------------------- | ---------------------------- | --------------------------------- | --------------- | --------------- | ----- |
| Sergio Godoy         | San Luis Somos Todos         | 32                                | 22              | -               | 54    |
| Josué Moyano         | San Luis Somos Todos         | 20                                | 5               | -               | 25    |
| Marc de Maar         | UnitedHealthcare             | 12                                | 6               | -               | 18    |
| Eduardo Sepúlveda    | Bretagne-Séché Environnement | 16                                | -               | -               | 16    |
| Emiliano Contreras   | Selección de Argentina       | -                                 | 11              | -               | 11    |
| Jorge Giacinti       | San Luis Somos Todos         | -                                 | 6               | -               | 6     |
| Miguel Ángel Rubiano | Colombia                     | 3                                 | 2               | -               | 5     |
| Mauro Richeze        | Selección de Argentina       | -                                 | 5               | -               | 5     |
| Cleberson Weber      | Clube DataRo-Bottecchia      | -                                 | 5               | -               | 5     |
| Leandro Messineo     | San Luis Somos Todos         | -                                 | 5               | -               | 5     |
| José Serpa           | Androni Giocattoli           | -                                 | 4               | -               | 4     |
| Lucas Euser          | UnitedHealthcare             | -                                 | 4               | -               | 4     |
| Cristian Da Rosa     | Clube DataRo-Bottecchia      | -                                 | 4               | -               | 4     |
| Adrián Alvarado      | Selección de Chile           | -                                 | 2               | -               | 2     |